# سوئد ۱۱۸۷۰
سیارک ۱۱۸۷۰ (به انگلیسی: 11870 Sverige، نامگذاری:1989TC3) یازده هزار و هشتصد و هفتاد و یکمین سیارک کشف شده‌است که در ۷ اکتبر ۱۹۸۹ کشف شد.
قدر مطلق سیارک برابر ۱۳٫۴۰ است.